# 인천광역시의회의원 목록
다음은 인천광역시의회의원 40명 명단이다.

## 의원 목록
| 선거구             | 이름   | 소속정당     | 관할구역                                                          | 비고        |
| ------------------ | ------ | ------------ | ----------------------------------------------------------------- | ----------- |
| 중구 제1선거구     | 임관만 | 국민의힘     | 연안동, 신포동, 신흥동, 도원동, 율목동, 동인천동, 개항동          |             |
| 중구 제2선거구     | 신성영 | 국민의힘     | 영종동, 영종1동, 운서동, 용유동                                   |             |
| 동구 선거구        | 허식   | 국민의힘     | 동구 전역                                                         |             |
| 미추홀구 제1선거구 | 김재동 | 국민의힘     | 도화1동, 도화2·3동, 주안5동, 주안6동                              |             |
| 미추홀구 제2선거구 | 김대중 | 국민의힘     | 주안1동, 주안2동, 주안3동, 주안4동, 주안7동, 주안8동              |             |
| 미추홀구 제3선거구 | 이봉락 | 국민의힘     | 숭의2동, 숭의1·3동, 숭의4동, 용현1·4동, 용현2동, 용현3동, 학익2동 |             |
| 미추홀구 제4선거구 | 김종배 | 국민의힘     | 용현5동, 학익1동, 관교동, 문학동                                  |             |
| 연수구 제1선거구   | 정해권 | 국민의힘     | 옥련2동, 연수1동, 청학동                                          |             |
| 연수구 제2선거구   | 김용희 | 국민의힘     | 선학동, 연수2동, 연수3동, 동춘3동                                 |             |
| 연수구 제3선거구   | 유승분 | 국민의힘     | 옥련1동, 동춘1동, 동춘2동                                         |             |
| 연수구 제4선거구   | 조현영 | 국민의힘     | 송도1동, 송도3동                                                  |             |
| 연수구 제5선거구   | 이강구 | 국민의힘     | 송도2동, 송도4동, 송도5동                                         |             |
| 남동구 제1선거구   | 임춘원 | 국민의힘     | 구월1동, 구월4동, 남촌도림동                                      |             |
| 남동구 제2선거구   | 이선옥 | 국민의힘     | 구월3동, 간석1동, 간석4동                                         |             |
| 남동구 제3선거구   | 이오상 | 더불어민주당 | 논현1동, 논현2동, 논현고잔동                                      |             |
| 남동구 제4선거구   | 신동섭 | 국민의힘     | 구월2동, 간석2동, 간석3동                                         |             |
| 남동구 제5선거구   | 한민수 | 국민의힘     | 만수1동, 만수6동, 장수서창동                                      |             |
| 남동구 제6선거구   | 이인교 | 국민의힘     | 만수2동, 만수3동, 만수4동, 만수5동                                |             |
| 부평구 제1선거구   | 이명규 | 국민의힘     | 부평1동, 부평4동                                                  |             |
| 부평구 제2선거구   | 유경희 | 더불어민주당 | 부평2동, 부평5동, 부평6동, 부개1동, 일신동                        |             |
| 부평구 제3선거구   | 이단비 | 국민의힘     | 부평3동, 산곡3동, 산곡4동, 십정1동, 십정2동                       |             |
| 부평구 제4선거구   | 나상길 | 더불어민주당 | 산곡1동, 산곡2동, 청천1동, 청천2동                                |             |
| 부평구 제5선거구   | 임지훈 | 더불어민주당 | 갈산1동, 갈산2동, 삼산1동                                         |             |
| 부평구 제6선거구   | 박종혁 | 더불어민주당 | 삼산2동, 부개2동, 부개3동                                         |             |
| 계양구 제1선거구   | 조성환 | 더불어민주당 | 효성1동, 효성2동                                                  |             |
| 계양구 제2선거구   | 김종득 | 더불어민주당 | 작전1동, 작전2동, 작전서운동                                      |             |
| 계양구 제3선거구   | 석정규 | 더불어민주당 | 계산1동, 계산2동, 계산3동                                         |             |
| 계양구 제4선거구   | 문세종 | 더불어민주당 | 계산4동, 계양1동, 계양2동, 계양3동                                |             |
| 서구 제1선거구     | 정종혁 | 더불어민주당 | 청라1동, 청라2동                                                  |             |
| 서구 제2선거구     | 이용창 | 국민의힘     | 석남1동, 석남2동, 석남3동, 가좌1동, 가좌2동, 가좌3동, 가좌4동     |             |
| 서구 제3선거구     | 김유곤 | 국민의힘     | 가정1동, 가정2동, 가정3동, 신현원창동                             |             |
| 서구 제4선거구     | 신충식 | 국민의힘     | 검암경서동, 연희동                                                |             |
| 서구 제5선거구     | 이순학 | 더불어민주당 | 청라3동, 당하동, 오류왕길동, 마전동                               |             |
| 서구 제6선거구     | 김명주 | 더불어민주당 | 검단동, 불로대곡동, 원당동, 아라동                                |             |
| 강화군 선거구      | 박용철 | 국민의힘     | 강화군 전역                                                       | 무투표 당선 |
| 옹진군 선거구      | 신영희 | 국민의힘     | 옹진군 전역                                                       |             |
| 비례대표           | 장성숙 | 더불어민주당 | 인천광역시 일원                                                   |             |
| 비례대표           | 김대영 | 더불어민주당 | 인천광역시 일원                                                   |             |
| 비례대표           | 박판순 | 국민의힘     | 인천광역시 일원                                                   |             |
| 비례대표           | 박창호 | 국민의힘     | 인천광역시 일원                                                   |             |

## 같이 보기
- 인천광역시의회